# Décès en septembre 1962
Décès
- 1958
- 1959
- 1960
- 1961
- 1962
- 1963
- 1964
- 1965
- 1966

Pour une information complémentaire, voir la page d'aide.

| Date         | Nom          | Pays                   | Activités         | Âge | Source |
| ------------ | ------------ | ---------------------- | ----------------- | --- | ------ |
| 24 septembre | Sam McDaniel | Drapeau des États-Unis | Acteur américain. | 76  |        |